# Поліцейський (фільм, 1972)
«Поліцейський» («Un flic») — французько-італійський художній фільм 1972 року, знятий режисером Жан-П'єром Мельвілем, з Аленом Делоном і Катрін Денев у головних ролях.

## Сюжет
Пограбування банку в невеликому місті закінчується тим, що одного зі злочинців поранено. Але виявляється, що пограбування — це лише прикриття більшого пограбування. Сімон, ватажок банди та власник нічного клубу діє заодно з політиком, комісаром Едуаром Колеманом.

## У ролях
- Ален Делон — Едуар Кольман
- Річард Кренна — Сімон
- Катрін Денев — Кеті
- Ріккардо Куччолла — Поль Вебер
- Майкл Конрад — Луї Коста
- Поль Кроше — Моран
- Сімона Валер — дружина Поля
- Андре Пусс — Марк Альбуа
- Жан Десайї — роль другого плану
- Катрін Реті — роль другого плану
- Роже Фраде — роль другого плану
- Жак Галлан — роль другого плану
- Жан-П'єр Позьє — роль другого плану
- Жак Леруа — роль другого плану
- П'єр Водьє — роль другого плану
- Філіпп Гасте — роль другого плану
- Стан Ділік — роль другого плану
- Мішель Фрето — роль другого плану
- Ніколь Темім — роль другого плану
- Жен Моїл — роль другого плану

## Знімальна група
- Режисер — Жан-П'єр Мельвіль
- Сценарист — Жан-П'єр Мельвіль
- Оператор — Вальтер Воттітц
- Композитор — Мішель Коломбьє
- Художник — Теобальд Мьорісс
- Продюсер — Робер Дорфманн